# Les Charlots
Les Charlots — французький музичний гурт, створена в 1966 році. До її складу в різний час входили Жерар Рінальді, Жан Саррюс, Жерар Філіпеллі, Жан-Гі Фешнер і Луї Рего. Широку популярність здобули як комік-група.

## Історія
У 1966 році група під назвою «Проблеми» (фр. Les Problèmes) брала участь в гастролях французького вокаліста і композитора Антуана. На той момент до її складу входили Жерар Рінальді (вокал), Жан Саррюс (бас), Жерар Філіпеллі (соло-гітара), Луї Рего (ритм-гітара) і Дональд Рьебон (ударні). Останнього незабаром змінив Жан-Гі Фешнер, брат тодішнього менеджера групи, Крістіана Фешнера.
«Les Charlots» спеціалізувалися на виконанні веселих пісень, грали в багатьох комедіях, які отримали визнання аудиторії у Франції і за її межами.